# Ulrike Maisch
Ulrike Maisch (ur. 21 stycznia 1977 w Stralsund) – lekkoatletka niemiecka, maratonka, mistrzyni Europy.
Maisch jest zawodniczką klubu 1. LAV Rostock, gdzie trenuje pod kierunkiem K.-P. Weipperta. W 2002 została mistrzynią Niemiec w półmaratonie, wygrała maraton w Bonn, a w maratonie w Kolonii zajęła 2. miejsce. Uplasowała się w tymże roku na 8. miejscu na mistrzostwach Europy w Monachium. Rok później na mistrzostwach świata w Paryżu zajęła w biegu maratońskim 20. miejsce.
Uczestniczyła w igrzyskach olimpijskich w Atenach w 2004, ale z trasy maratonu musiała zejść na 28 kilometrze z powodu kontuzji. Przeszła wkrótce operację prawej stopy, która na ponad rok wyłączyła ją ze startów. Na trasy biegowe powróciła wiosną 2006, zajmując 9. miejsce w maratonie w Hamburgu. W sierpniu 2006 została w Göteborgu mistrzynią Europy w maratonie. Jest pierwszą Niemką z tytułem mistrzowskim w tej konkurencji.
Maisch zdobywała również medale mistrzostw Niemiec w innych konkurencjach biegowych, m.in. na 5000 m, 10000 m, 3000 m w hali oraz w biegach przełajowych. Jej najlepszy czas uzyskany w maratonie to mistrzowski rezultat z Göteborga – 2:30.01.